# Jönköpings fältrittklubb
Jönköpings fältrittklubb är en ridklubb i västra Jönköping som bildades 1948 och har cirka 800 medlemmar varav cirka 500 är elever på ridskolan. 
Klubben började med namnet Södra Vätterbygdens Ryttarförening (SVRF) och bytte 1952 namn till Jönköpings Fältrittklubb (JFK). Sedan 1972 har klubben funnits på anläggningen vid Klämmestorp. Jönköpings fältrittklubb arrangerar hopp- och dressyrtävlingar på olika nivåer, och skickar även egna lag till tävlingar på andra klubbar runt om i landet.
Klubben har runt 50 hästar och ponnyer vilka används i ridskoleverksamheten.